# Dâmbu, Mureș

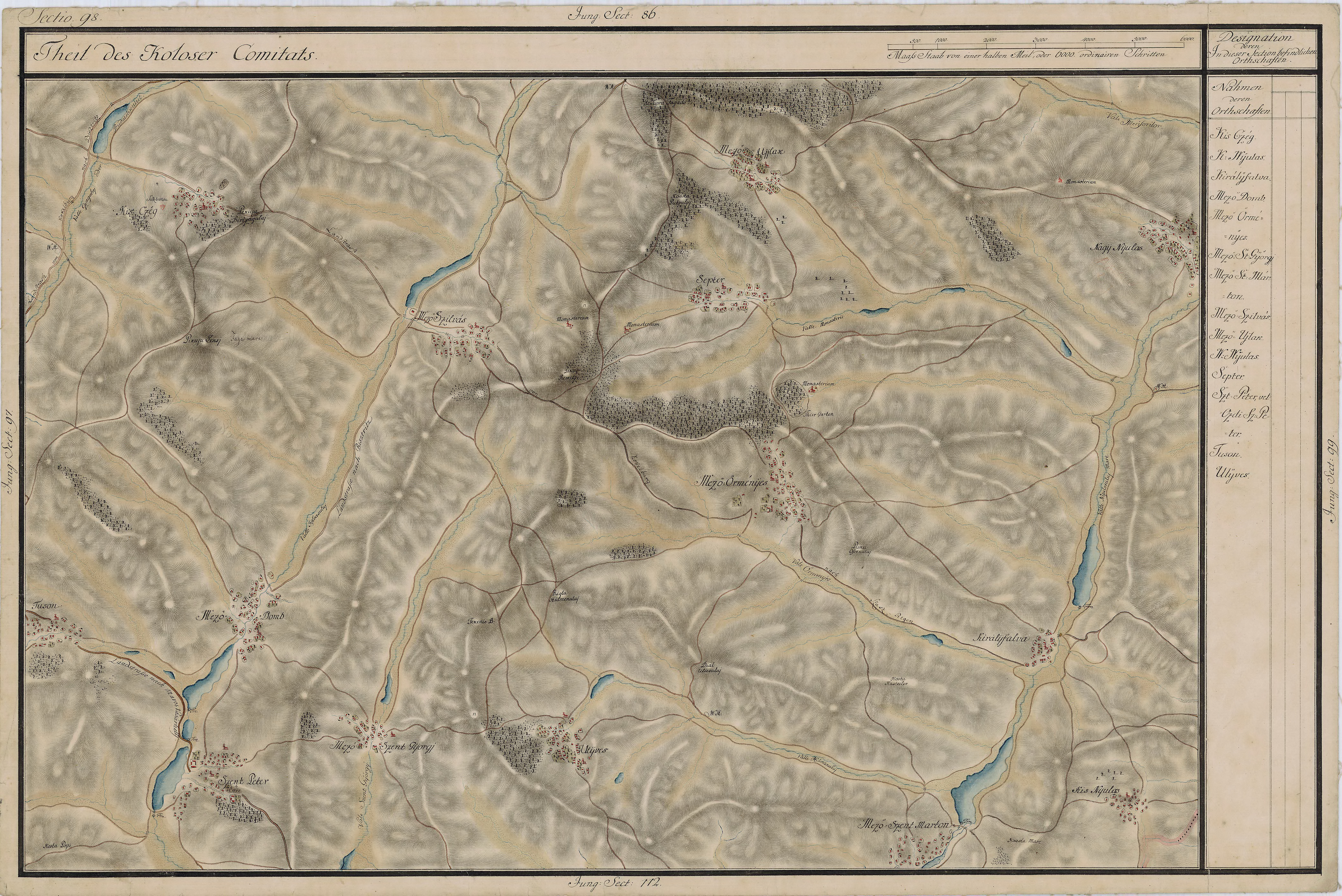
Dâmbu în Harta Iosefină a Transilvaniei, 1769-1773

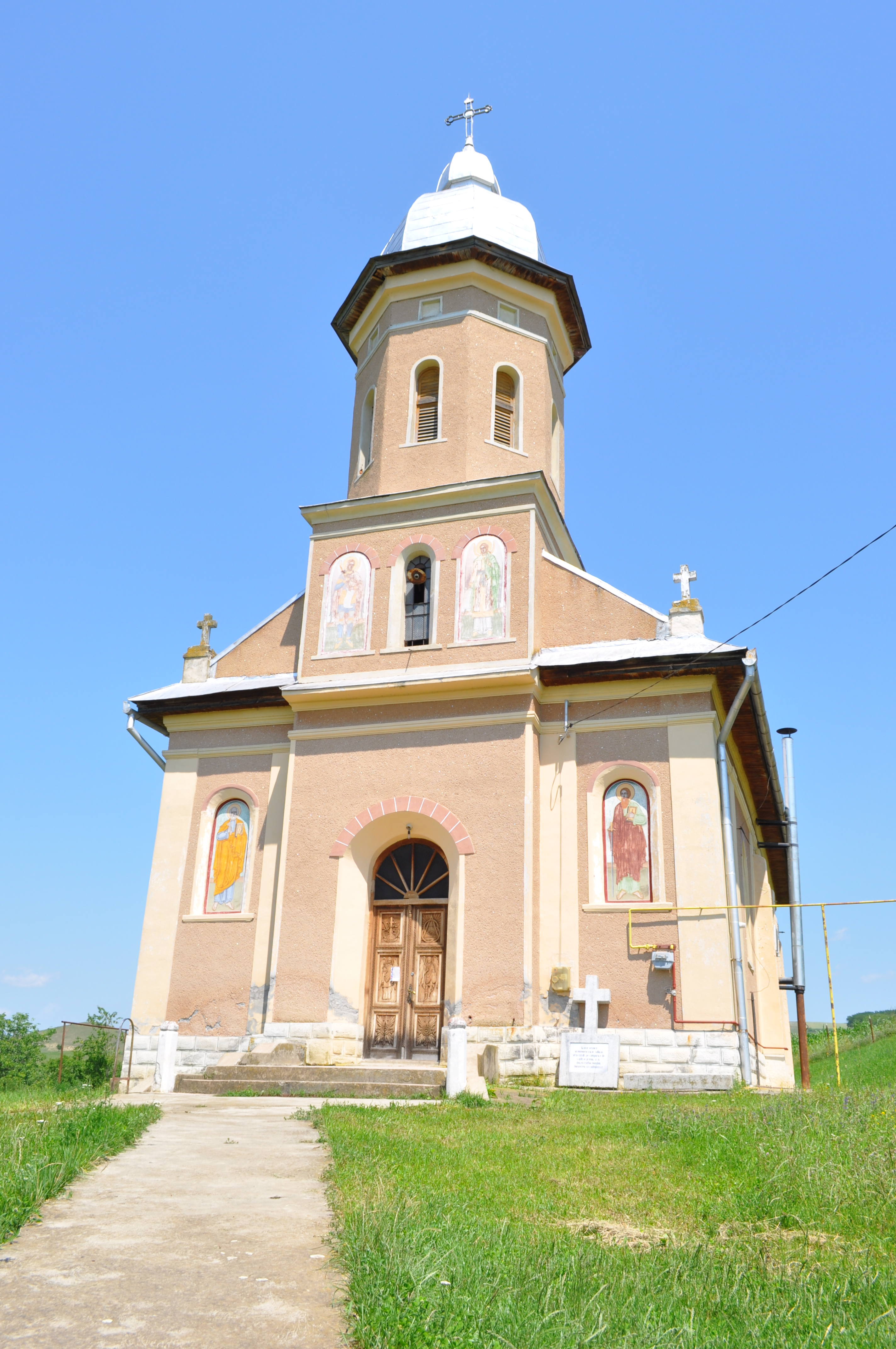
Biserica ortodoxă

Dâmbu este un sat în comuna Sânpetru de Câmpie din județul Mureș, Transilvania, România.
La fel ca și celelalte sate aparținătoare comunei Sânpetru de Câmpie, județul Mureș, Dâmbu este situat în centrul Câmpiei Transilvaniei, într-o zonă cu dealuri joase pe care se pot cultiva cereale și plante tehnice. Se învecinează cu trei sate ale comunei și în plus cu satul Sarmasel și cu comuna Silivasu de Câmpie din județul Bistrița-Năsăud. Se află la distanța de 44 km de Tg. Mureș, 45 km de Reghin și 65 km față de Cluj. Vechimea localității este atestată documentar în anul 1325, sub numele de pass. Tumb, când, printr-o diplomă, se face împărțirea unor moșii ale unor secui din Tygled și a unor nobili din Tusin. în alt act, din 1329, emis la Alba Iulia, se menționează donația unor moșii din sate1e Silivasu de Câmpie, Sopteriu și Urmenis, în care se arată că hotarul acestora se învecinează și cu satul Dâmbu (Villa Tumb). Denumirea satului Dâmbu de-a lungul timpului apare și sub alte forme: Twumb (1395), Valahi de Tomb (1434), Census de Thomb (1461), Dombh (1519), Domfalv (1733), Mezo Domb (1760).